# Eugen von Gorup-Besánez

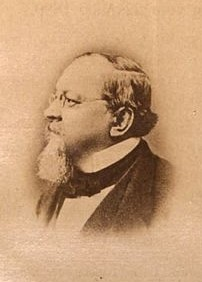
Porträt aus den Berichten der Deutschen Chemischen Gesellschaft, 13 (1880)

Eugen Franz Freiherr von Gorup-Besánez (* 15. Januar 1817 in Graz; † 24. November 1878 in Erlangen) war ein deutscher Chemiker.

## Leben
Eugen von Gorup-Besánez besuchte die humanistischen Gymnasien in Graz und Klagenfurt. Ab 1836 widmete er sich dem Studium der Medizin an der Universität Wien und Universität Padua. Ab 1839 setzte er seine Studien an der Ludwig-Maximilians-Universität München fort. Im selben Jahr trat er dem Corps Bavaria München bei.
Gorup von Besánez wurde 1842 in München promoviert, studierte dann Chemie in München und an der Georg-August-Universität Göttingen. Er habilitierte sich 1849 an der Friedrich-Alexander-Universität Erlangen und wurde im selben Jahr Extraordinarius. Er kam 1855 auf den Erlanger Lehrstuhl für Chemie und wurde Direktor des Laboratoriums der Universität. Im Jahr 1859 wurde er in die Deutsche Akademie der Naturforscher Leopoldina gewählt.
Gorup von Besánez lieferte zahlreiche wichtige Untersuchungen im Gebiet der organischen und physiologischen Chemie und gilt als der bedeutendste Förderer der zoochemischen Analyse. Mehrere seiner Werke wurden in mehrere Sprachen übersetzt. Einer seiner Schüler war Heinrich von Ranke.
1876 wurde er zum korrespondierenden Mitglied der Göttinger Akademie der Wissenschaften zu Göttingen gewählt. Der Bayerischen Akademie der Wissenschaften gehörte er ebenfalls als korrespondierendes Mitglied an. Als er im Wintersemester 1878/79 verstarb, übernahm der Pharmakologe Albert Hilger den Lehrstuhl "ad interim". Jacob Volhard von der LMU München trat bereits 1879 die Nachfolge an.

## Schriften
Sein Verleger Heinrich Vieweg betraute 1880 auf Veranlassung von Hermann Kolbe dessen Neffen Hermann Ost mit der Neubearbeitung des Lehrbuch der Organischen Chemie für den Unterricht auf Universitäten, Technischen Lehranstalten und für das Selbststudium.

- Anleitung zur qualitativen und quantitativen zoochemischen Analyse, Braunschweig 1850, 3. Aufl. 1871
- Lehrbuch der Chemie
  - Bd. 1: Anorganische Chemie, 7. Aufl. 1885
  - Bd. 2: Lehrbuch der Organischen Chemie für den Unterricht auf Universitäten, Technischen Lehranstalten und für das Selbststudium, 6. Aufl. 1881 neu bearbeitet von Hermann Ost
  - Bd. 3: Physiologische Chemie, 4. Aufl. 1878 ff.